# I Rugrats a Parigi - Il film
I Rugrats a Parigi - Il film (Rugrats in Paris: The Movie) è un film d'animazione del 2000 basato sulla serie televisiva animata I Rugrats, il secondo dopo Rugrats - Il film. Il film costituisce la prima apparizione di Kimi Watanabe e di sua madre Kira, oltre che dei primi veri "cattivi" della serie Rugrats, l'odiatrice di bambini Coco LaBouche e il suo complice Jean-Claude. Gli eventi del film hanno luogo prima della settima stagione della serie.

## Trama
Al ricevimento di nozze di Lou Pickles e della sua nuova moglie Lulu, un ballo che vede coinvolti madri e figli intristisce Chuckie Finster e suo padre Chas facendo ricordare la loro madre e moglie, morta poco dopo aver dato alla luce il bambino. La stessa sera Stu, il padre di Tommy Pickles, viene convocato a EuroReptarland, un parco giapponese di divertimenti a Parigi, per riparare un robot malfunzionante del mostro Reptar che ha progettato per uno spettacolo del parco.
Le famiglie Pickles, Finster e DeVille al gran completo si recano a EuroReptarland, dove ad Angelica sente per caso una conversazione al videotelefono tra la donna a capo del parco – la scorbutica Coco LaBouche, che odia i bambini – e il signor Yamaguchi, il presidente della Reptar Corporation. Coco desidera essere il successivo presidente, ma quando Yamaguchi le dice che il suo successore dovrà amare i bambini, essa mente e gli racconta di essere impegnata con un uomo padre di un bambino. Angelica viene poi scoperta e si salva raccontando a Coco di Chas e di come questi stia considerando la possibilità di risposarsi.
Coco incomincia a interessarsi di Chas con l'aiuto della sua assistente, vessata ma dall'animo gentile, Kira Watanabe, che narra ai bambini le origini di Reptar – un mostro di cui tutti avevano paura finché il suo lato più gentile non fu svelato da una principessa. Udendo ciò, Chuckie decide che la sua nuova madre dovrà essere la principessa del parco e va in cerca di lei con i bambini e con Kimi, la figlia di Kira. Intanto, Spike, il cane dei Pickles, si perde per le strade di Parigi mentre segue una barboncina di nome Fifi.
Sebbene Coco riesca a sedurre Chas, Chuckie rimane profondamente diffidente nei suoi confronti. Alla prima dello spettacolo di Reptar, Angelica informa Coco del desiderio di Chuckie di avere la principessa come madre, spingendola a intrufolarsi nello show travestita da principessa. Attira Chuckie sul palcoscenico e tra la sue braccia, dove il bambino scopre con orrore la verità, ma il fatto di vedere suo figlio che abbraccia Coco conferma Chas nell'idea che sia la persona giusta per la sua famiglia e decide di sposarla al più presto.
Il giorno del matrimonio Coco fa rapire i bambini e Angelica dal suo complice Jean-Claude, per evitare che la ostacolino; Kira, che minaccia di svelare il piano di Coco, è lasciata a piedi per le strade di Parigi mentre sta andando alla cerimonia. Jean-Claude imprigiona i bambini nel magazzino dei robot per lo spettacolo; Chuckie si lamenta di quanto sta accadendo cosicché Angelica, sentendosi in colpa, sveli il piano di Coco e la sua complicità. Furioso, Chuckie esorta i suoi compagni a prendere possesso di un robot Reptar per correre a Notre Dame a fermare il matrimonio, raccogliendo Kimi lungo la strada. Jean-Claude li segue a bordo del nemico di Reptar, Robosnail, ma viene sconfitto quando Reptar lo spinge nella Senna.
I bambini arrivano in tempo per interrompere la cerimonia, seguiti da Jean-Claude che involontariamente svela il vero volto di Coco, cosa che fa sì che un disgustato Chas annulli la celebrazione. Il signor Yamaguchi, che è tra gli invitati, licenzia Coco dopo che Angelica l'ha informato del diabolico piano della donna. Dopo che Coco ha picchiato i bambini che sono saliti sul suo abito nuziale, Angelica si vendica strappandoglielo di dosso, cosicché Coco viene vista in déshabillé da tutti (inclusi i fotografi): essa allora fugge dalla cattedrale umiliata e sconfitta, mentre Spike scaccia Jean-Claude.
Mentre Chas si scusa con suo figlio per tutte le incomprensioni che Coco ha causato tra loro due, Kira restituisce a Chuckie l'orsacchiotto che gli aveva preso Coco e chiede scusa a Chas per non aver parlato prima. Allora Chas e Kira comprendono quello che provano l'uno per l'altra e assieme ai loro figli e a Fifi (che adottano) lasciano Parigi per l'America, dove si sposano. Durante il primo ballo insieme della nuova famiglia, tutti gli invitati si scatenano in una battaglia con il cibo iniziata dai bambini.

## Colonna sonora
La colonna sonora del film è stata pubblicata il 7 novembre 2000 come un album dal titolo Rugrats in Paris: The Movie: Music from the Paramount Motion Picture dalla Maverick Records, includendo anche dei brani aggiuntivi di Jessica Simpson, Baha Men, Tionne "T-Boz" Watkins delle TLC, Amanda ed Aaron Carter.

## Distribuzione
Il film uscì negli Stati Uniti il 17 novembre 2000, circa due anni dopo l'uscita di Rugrats - Il film nel 1998. I Rugrats a Parigi - Il film fu accolto meglio del suo predecessore e incassò l'equivalente di oltre 103 milioni di dollari in tutto il mondo, a fronte di un budget di produzione di 30 milioni.

### Home video
La Paramount Home Entertainment fece uscire la VHS e il DVD del film il 27 marzo 2001. In 2009, Paramount released the film via iTunes and the PlayStation Store. Fu riedito in DVD il 29 agosto 2017 e uscì in blu-ray l'8 marzo 2022 come parte di una trilogia cinematografica con Rugrats - il film e I Rugrats nella giungla.

## Accoglienza

### Critica
Su Rotten Tomatoes il film ha un tasso d'approvazione del 76% sulla base di 74 recensioni con un voto medio di 6,29/10. Il consenso critico del sito recita : "Quando i Rugrats vanno a Parigi, il risultato è divertimento nello stile di Nickelodeon. La trama è efficacemente a misura dei personaggi, e presenta delle canzoni accattivanti e un grande doppiaggio da parte di voci famose." Metacritic ha dato gave al film una media pesata di 62 su 100, sulla base di 25 critiche, che indica "recensioni generalmente favorevoli".
Roger Ebert diede al film tre stelle su quattro, dichiarando, "Il punto è che gli adulti possono guardare questo film ricavandone un discreto piacere. Ciò non sempre avviene con i film per bambini, cosa che non ha bisogno di essere ricordata a nessun genitore. Possono persino esserci delle madri che sostengano che i bambini necessitino di vedere questo film. Se ne fate parte lo sapete." Common Sense Media diede al film tre stelle su cinque, dichiarando: "Ottanta minuti di sorprese visive, una commedia brillante." Empire diede al film tre stelle su cinque, dichiarando: "Buono come l'ultima uscita, questa è un grande programmazione per bambini con alcuni riferimenti cinematografici per gli adulti."
Plugged In scrisse: "Se i genitori vogliono una dose ulteriore di quello che vedono nella serie televisiva dei Rugrats (piena di umorismo scatologico, linguaggio irrispettoso e nessuna disciplina), allora questo film va incontro alle loro attese. Non si vede mai un bambino rimproverato per aver combinato un guaio o ripreso per essere stato scortese (naturalmente, una parte di ciò è dovuta al fatto che molti dei personaggi non sono abbastanza grandi per parlare e comunicano solo tra di loro). Il film è scritto in modo intelligente — ha effettivamente la capacità di catturare l'attenzione degli adulti per più di tre minuti — ma il fatto che il caos sia la norma e che i bambini ottengano di fare qualsiasi cosa vogliano ogni volta che lo vogliano non è così divertente. E non è nemmeno appropriato che un film per bambini omaggi dei titoli classificati come "R" come Il padrino e Quei bravi ragazzi."

### Incassi
Il film incassò 76,5 milioni di dollari in America del nord e l'equivalente di 26,8 milioni nel resto del mondo, per un totale di 103,3 milioni a fronte di un budget di 30 milioni..
Negli Stati Uniti aprì al secondo posto negli incassi del weekend, con 22,7 milioni e una media di 7743 dollari per proiezione.

## Sequel
Un terzo ed ultimo film cinematografico basato sui Rugrats, intitolato I Rugrats nella giungla (Rugrats Go Wild), uscì il 13 giugno 2003. Si tratta di un crossover in cui compaiono anche dei personaggi de La famiglia della giungla.